# Монументаль (стадион, Буэнос-Айрес)
«Монумента́ль», в прошлом — «Монументаль де Нуньес» (исп. Monumental de Núñez) и «Эстадио Монументаль Антонио Веспучио Либерти» (исп. Estadio Monumental Antonio Vespucio Liberti), спонсорское название — «Мас Монументаль» (исп. Mâs Monumental) — мультиспортивный стадион в Буэнос-Айресе, Аргентина. Является домашней ареной футбольного клуба «Ривер Плейт». С момента открытия является местом проведения большинства домашних игр национальной сборной Аргентины по футболу. Расположен на пересечении проспектов Авенида Фигероа Алькорта и Авенида Удаондо в районе Бельграно.
По состоянию на 2025 год, вместимость стадиона составляет 85 тысяч человек. Это самый большой стадион по этому показателю не только Аргентины, но и Южной Америки.

## История
В 1934 году «Ривер Плейт» праздновал 33 года с момента своего основания. Клуб полностью завершил процесс профессионализации и уже к тому моменту обладал репутацией команды, в которой игрокам платили высокие зарплаты, из-за чего и получил своё прозвище «миллионеры». 31 октября президент «Ривера» Антонио Веспучио Либерти выкупил участок земли в районе Бельграно площадью 83 950 м², из них 35 тыс. м² пожертвовал городской муниципалитет.
25 мая 1935 года был заложен первый камень новой арены на пересечении проспектов Сентенарио и Рио-де-Ла-Плата. 1 декабря того же года совет директоров «Ривер Плейта» утвердил план и подробный отчёт о строительных работах. Клуб получил кредит в 2,5 млн. песо от правительства страны и 27 сентября 1936 года началось полномасштабное строительство. Главными архитекторами проекта стали Хосе Аслан и Эктор Эскурра. Первоначальная стоимость работ достигла отметки в 4,48 млн песо, но после того, как строительный Комитет решил отложить на время возведение северной трибуны, она снизилась до 3 млн.
Строительство трёх трибун было завершено в течение двух лет. На арену площадью 26 тыс. м² было потрачено около 3 тысяч тонн стали для укрепления конструкции. «Монументаль» был построен вовремя — всего через несколько лет, во время Второй мировой войны, стоимость использованной стали превысила ту сумму, которую потратили на строительство всего стадиона.
24 мая 1938 года при 8 тысячах зрителей на стадион были торжественно доставлены флаги Аргентины и «Ривер Плейта». «Монументаль де Нуньес» официально был открыт на следующий день, 25 мая, матчем между «Ривер Плейтом» и уругвайским «Пеньяролем» в присутствии 120 тысяч зрителей, что в 4 раза превысило официальную вместимость арены на тот момент. Хозяева выиграли со счётом 3:1.
Окончательно стадион был достроен и модернизирован уже при президенте Энрике Пардо в 1958 году, после того, как «Ривер Плейт» продал в итальянский «Ювентус» за 10 млн песо Омара Сивори.
В рамках подготовки к чемпионату мира 1978 года военная хунта во главе с Хорхе Виделой тратила огромные средства на строительство и модернизацию стадионов, в том числе и «Монументаля». Так, для постройки одного стадиона в Аргентине в среднем расходовалось в 5 раз больше денег, чем это было при подготовке следующего мундиаля в Испании. «Ривер Плейт» получил большой кредит на полную реконструкцию «Монументаля». Вместимость возросла до 85 тысяч зрителей, хотя на матч «Ривера» с «Расингом» в 1958 году пришло 100 тысяч человек. Общая протяжённость зрительских трибун возросла до 70 км (в сравнении с первоначальными 50 км). В итоге, сборная Аргентины завоевала на домашнем «Монументале» свой первый титул чемпионов мира.
Также в 1978 году в помещениях под трибунами проводилась XXIII Всемирная шахматная олимпиада.
29 ноября 1986 года стадиону было дано имя Антонио Веспучио Либерти.
В финальных матчах Кубков Либертадорес 1986 и 1996 годов, когда «Ривер Плейт» оба раза выигрывал у колумбийской «Америки», фиксировались максимальные официальные показатели посещаемости после реконструкции — по 87 тысяч болельщиков.
С 2020 по 2023 гг. стадион перестроили - вместо убранной легкоатлетической дорожки поставили дополнительные трибуны, что помогло увеличить вместимость стадиона. С 2022 года стадион сменил имя на «Мас Монументаль» (исп. Mâs Monumental) по причине спонсорства с сетью супермаркетов «Chango Mâs». В 2023 году стадион заново открылся. На данный момент, вместимость стадиона составляет 85 тысяч человек. Это самый большой стадион по этому показателю не только Аргентины, но и Южной Америки. 30 ноября 2024 года на стадионе прошёл финал Кубка Либертадорес 2024 между двумя бразильскими клубами - Атлетико Минейро и Ботафого, матч закончился победой последнего со счётом 1:3.

## Финалы крупнейших международных турниров
- Чемпионат мира по футболу 1978 (3 матча группового этапа, 4 матча второго раунда, финальная игра)
- Кубок Америки 1987 (3 матча группового этапа, матч за 3-е место и финал)
- Финальный матч Кубка Америки 2011
- Финальный матч Кубка Либертадорес 2024

Финалы клубных турниров проводились благодаря выходу в них «Ривер Плейта», если не указано другое.
- Финальный матч Кубка Либертадорес 1962 (нейтральное поле для дополнительного матча между «Сантосом» и «Пеньяролем»)
- Финальный матч Кубка Либертадорес 1966
- Финальный матч Кубка Либертадорес 1976
- Финальный матч Кубка Либертадорес 1985 (выбран «Архентинос Хуниорс» в качестве домашнего стадиона)
- Финальный матч Кубка Либертадорес 1986
- Финальный матч Кубка Либертадорес 1996
- Финальный матч Суперкубка Либертадорес 1997
- Финальный матч Южноамериканского кубка 2003
- Финальный матч Кубка Либертадорес 2015

## Концерты
| Год                 | Исполнитель или группа                                          |
| 1987                | Стинг                                                           |
| 1988                | Тина Тёрнер                                                     |
| 1988                | Питер Гэбриэл                                                   |
| 1988                | Боб Дилан                                                       |
| 1988                | Стинг, Питер Гэбриэл, Брюс Спрингстин, Чарли Гарсия, Леон Хьеко |
| 1989                | Брюс Спрингстин                                                 |
| 1989                | Род Стюарт                                                      |
| 1990                | Дэвид Боуи                                                      |
| 1990                | Эрик Клэптон                                                    |
| 1991                | Принс                                                           |
| 1992/1993           | Guns N' Roses                                                   |
| 1992                | Элтон Джон                                                      |
| 1992                | Serú Girán                                                      |
| 1993/2010           | Пол Маккартни                                                   |
| 1993/2008/2012      | Мадонна                                                         |
| 1993                | Майкл Джексон                                                   |
| 1994/1997/1999/2009 | Kiss                                                            |
| 1994                | Black Sabbath                                                   |
| 1995/98/2006        | The Rolling Stones                                              |
| 1993/95/2010        | Bon Jovi                                                        |
| 1996                | AC/DC                                                           |
| 1996                | The Ramones                                                     |
| 1996                | Луис Мигель                                                     |
| 1997/2007           | Soda stereo                                                     |
| 1997                | Энрике Иглесиас                                                 |
| 1997                | Pantera                                                         |
| 1998/2006           | U2                                                              |
| 1999/2010           | Metallica                                                       |
| 1999                | Rammstein                                                       |
| 2000                | Patricio Rey y sus Redonditos de Ricota                         |
| 2002/2004           | La Renga                                                        |
| 2002                | Red Hot Chili Peppers                                           |
| 2003/2009           | Los Piojos                                                      |
| 2003/2007           | Шакира                                                          |
| 2006                | Робби Уильямс                                                   |
| 2007                | Bad Religion                                                    |
| 2007                | Aerosmith                                                       |
| 2007                | Роджер Уотерс                                                   |
| 2007                | Evanescence                                                     |
| 2007                | Keane                                                           |
| 2007                | The Police                                                      |
| 2007                | Bersuit Vergarabat                                              |
| 2007                | Chayanne                                                        |
| 2007                | High School Musical                                             |
| 2008                | Rata Blanca                                                     |
| 2008                | Оззи Осборн                                                     |
| 2008                | Los Fabulosos Cadillacs                                         |
| 2008                | Korn                                                            |
| 2008                | Black Label Society                                             |
| 2009                | Oasis                                                           |
| 2009                | AC/DC                                                           |
| 2009/2010           | Jonas Brothers                                                  |
| 2010                | Coldplay                                                        |
| 2012                | Lady Gaga                                                       |